# 玉门河公园
37°52′00″N 112°30′04″E / 37.86656°N 112.50101°E
玉门河公园，又称太原玉门河公园，是中华人民共和国山西省太原市万柏林区的一个公共园林。

## 沿革
2005年11月，玉门河公园开工建设，总投资2586元，占地230亩，工程包括文化休闲区、自然景观区、生态健身区等。2012年，山西省人民政府认定其为山西省四星级公园（同年被认定的还有太原漪汾公园、阳泉城市中心公园、临汾汾河生态公园、运城圣惠公园）。每年公园举办荷花文化节，附近有中国煤炭博物馆、山西博物院。